# Inno della Repubblica Socialista Sovietica Kirghisa
L'Inno della RSS Kirghiza (in kirghiso Кыргыз ССР Мамлекеттик Гимни?, Qьrƣьz SSR Mamlekettik Gimni) fu l'inno nazionale della Repubblica Socialista Sovietica del Kirghizistan. La musica venne composta da Vladimir Vlasov, Abdylas Maldybajev, e Vladimir Fere; e il testo fu scritto da Kubanyçbek Malikov, Tulgebay Sydykbekov, Mukanbet Toktobajev e Aaly Tokombajev. L'inno fu adottato dal 1945 al 1991.

## Testo

### Testo in chirghiso
| Alfabeto cirillico | Alfabeto latino (Yañalif) | Alfabeto perso-arabo |
| Азаттыкты Кыргыз эңсеп турганда, Ала-Тоого Октябрдын таңы аткан. Улуу орус достук менен кол берип, Ленин бизге бак-таалайга жол ачкан. Кайырма: Жаша, Кыргызстаным, Ленин туусу колуңда. Алгалай бер, гүлдөй бер, Коммунизм жолунда! Эмгек, эрдик, күрөштөрдө такшалтып, Таалай берген улуу Совет калкына. Жеңиштерден жеңиштерге алпарат, Элдин күчү – Лениндик партия. Кайырма Эл достугун болоттон бек ширетип, Көп улуттан Союз курдук урагыс. Жандай сүйүп даңктуу Ата Мекенди, Түбөлүкке Коммунизм курабыз. Кайырма | Azattьqtь Qьrƣьz eᶇsep turƣanda, Ala-Tooƣo Oktjaʙrdьn taᶇь atqan. Uluu orus dostuq menen qol ʙerip, Lenin ʙizge ʙaq-taalajƣa çol acqan. Qajьrma: Çaşa, Qьrƣьzstanьm, Lenin tuusu qoluᶇda. Alƣalaj ʙer, gyldɵj ʙer, Kommunizm çolunda! Emgek, erdik, kyrɵştɵrdɵ taqşaltьp, Taalaj ʙergen uluu Sovet qalqьna. Çeᶇişterden çeᶇişterge alparat, Eldin kycy – Lenindik partija. Qajьrma El dostuƣun ʙolotton ʙek şiretip, Kɵp uluttan Sojuz qurduq uraƣьs. Çandaj syjyp daᶇqtuu Ata Mekendi, Tyʙɵlykke Kommunizm quraʙьz. Qajьrma | ،ازاتتىقتى قىرعىز ەڭسەپ تۇرعاندا .الا-تووسۇن وكتيابردىن تاڭى اتقان ،ۇلۇۇ ورۇس دوستۇق مەنەن قول بەرىپ .لەنىن بىزگە باق-تاالايعا جول اچقان :قايىرما ،جاشا، قىرعىزستانى .لەنىن تۇۇسۇ قولۇڭدا ،العالاي بەر، گۉلدۅي بەر !كوممۇنىزم جولۇندا ،ەمگەك، ەردىك، كۉرۅشتۅردۅ تاقشالتىپ .تاالاي بەرگەن ۇلۇۇ سوۋەت قالقىنا ،جەڭىشتەردەن جەڭىشتەرگە الپارات .ەلدىن كۉچۉ – لەنىندىك پارتىيا قايىرما ،ەل دوستۇعۇن بولوتتون بەك شىرەتىپ .كۅپ ۇلۇتتان سويۋز قۇردۇق ۇراعىس ،جانداي سۉيۉپ داڭكتۇۇ اتا مەكەندى .تۉبۅلۉككە كوممۇنىزم قۇرابىز قايىرما |

### Traduzione
Il desiderio di libertà del popolo kirghiso è aumentato,
Le luci di ottobre hanno acceso Ala-Too,
I grandi russi ci hanno riscaldato con amicizia,
Lenin ha aperto la strada alla felicità per tutti noi.
Ritornello:
 Sii famoso, la nostra Chirghisia 
 Alza la bandiera di Lenin. 
 Marcia avanti e prospera 
 Sulla strada del comunismo! 
Siamo cresciuti con coraggio e lavoro
Portiamo felicità ai sovietici.
Guidando il nostro paese verso nuove vittorie,
Potere del popolo: il partito di Lenin.
Ritornello
L'unione delle nazioni libere è indistruttibile,
L'amicizia della nostra gente è forte come l'acciaio,
Amiamo disinteressatamente la nostra patria,
Costruiremo il comunismo per sempre.
Ritornello